# Język taikat
Język taikat (a. tajkat, taykat, daikat), także arso – język papuaski używany w prowincji Papua w Indonezji, przez członków ludu Taikat (dystrykt Arso, kabupaten Keerom, blisko granicy z Papuą-Nową Gwineą). Należy do rodziny języków granicznych.
Publikacja Peta Bahasa podaje, że posługują się nim mieszkańcy wsi Arso Kota (dystrykt Arso, kabupaten Keerom). Jest używany również we wsiach Kwimi, Wor, Bate i Bagia.
Według danych z 2000 roku posługuje się nim 500 osób. Potencjalnie zagrożony wymarciem, do czego przyczynia się napór języka indonezyjskiego. Osłabieniu pozycji lokalnego języka sprzyja bliskość miast (Arso i Jayapury).
Wraz z blisko spokrewnionym językiem awyi tworzy grupę języków taikat (taikat-awyi).